# Brais Méndez
 (novembre 2018).
Si vous disposez d'ouvrages ou d'articles de référence ou si vous connaissez des sites web de qualité traitant du thème abordé ici, merci de compléter l'article en donnant les références utiles à sa vérifiabilité et en les liant à la section « Notes et références ».
Brais Méndez, né le 7 janvier 1997 à Mos (Espagne), est un footballeur international espagnol. Il évolue au poste de milieu offensif ou de milieu relayeur à la Real Sociedad.

## Biographie

### Carrière en club
Le 21 septembre 2017, Brais Méndez fait ses débuts en Liga avec le Celta de Vigo face à Getafe. Le 31 mars 2018, il inscrit son premier but dans le championnat espagnol, égalisant face à l'Athletic Bilbao (1-1).
En 2019-2020, l'arrivée dans l'effectif du Celta de Vigo de Rafinha fait reculer Méndez dans la hiérarchie offensive. Il est davantage utilisé en tant que remplaçant.
En juillet 2020, il signe une prolongation de son contrat de trois ans avec le club galicien, sa clôture étant désormais fixée à 2024.
Brais Méndez dispute 166 rencontres toutes compétitions confondues pour 22 buts inscrits sous les couleurs galiciennes. En juillet 2022, il est transféré à la Real Sociedad contre une indemnité estimée à 14 millions d'euros. Le contrat de Méndez s'étend jusqu'en 2028 et le joueur porte le numéro 23. Le Celta de Vigo conserve un pourcentage sur le montant d'un prochain transfert du joueur.
En mars 2024, il subit une fracture au cinquième métatarsien droit, ce qui le contraint à plusieurs semaines d'absence des terrains.

### Carrière en sélection nationale
En septembre 2018, il joue deux matchs avec les espoirs, contre l'Albanie et l'Irlande du Nord.
Après avoir joué avec les sélections de jeunes, Brais Méndez est appelé pour la première fois avec l'équipe première le 8 novembre 2018. Il est convoqué par Luis Enrique pour disputer les matches face à la Croatie et la Bosnie-Herzégovine. 
En amical face à la Bosnie, le 18 novembre 2018, il dispute son premier match avec l'équipe première de la Roja et inscrit son premier but, permettant à l'Espagne de l'emporter 1 but à 0.

## Statistiques détaillées
| Saison                | Club                  | Championnat           | Championnat | Championnat | Championnat | Coupe(s) nationale(s) | Coupe(s) nationale(s) | Coupe(s) nationale(s) | Compétition(s) continentale(s) | Compétition(s) continentale(s) | Compétition(s) continentale(s) | Compétition(s) continentale(s) | Espagne | Espagne | Espagne | Total | Total | Total |
| Saison                | Club                  | Division              | M.          | B.          | P.d.        | M.                    | B.                    | P.d.                  | Comp.                          | M.                             | B.                             | P.d.                           | M.      | B.      | P.d.    | M.    | B.    | P.d.  |
| 2017-2018             | Celta Vigo            | Liga                  | 20          | 1           | 1           | 4                     | 0                     | 0                     | -                              | -                              | -                              | -                              | -       | -       | -       | 24    | 1     | 1     |
| 2018-2019             | Celta Vigo            | Liga                  | 31          | 6           | 7           | 1                     | 0                     | 0                     | -                              | -                              | -                              | -                              | 1       | 1       | 0       | 33    | 7     | 7     |
| 2019-2020             | Celta Vigo            | Liga                  | 31          | 0           | 2           | 3                     | 1                     | 1                     | -                              | -                              | -                              | -                              | -       | -       | -       | 34    | 1     | 3     |
| 2020-2021             | Celta Vigo            | Liga                  | 34          | 9           | 0           | 2                     | 0                     | 0                     | -                              | -                              | -                              | -                              | -       | -       | -       | 36    | 9     | 0     |
| 2021-2022             | Celta Vigo            | Liga                  | 37          | 4           | 5           | 3                     | 1                     | 1                     | -                              | -                              | -                              | -                              | 3       | 0       | 0       | 43    | 5     | 6     |
| Sous-total            | Sous-total            | Sous-total            | 153         | 20          | 15          | 13                    | 2                     | 2                     | -                              | -                              | -                              | -                              | 4       | 1       | 0       | 170   | 23    | 17    |
| 2022-2023             | Real Sociedad         | Liga                  | 34          | 8           | 4           | 5                     | 1                     | 3                     | C3                             | 8                              | 2                              | 1                              | -       | -       | -       | 47    | 11    | 8     |
| 2023-2024             | Real Sociedad         | Liga                  | 32          | 5           | 6           | 5                     | 0                     | 2                     | C1                             | 7                              | 3                              | 1                              | -       | -       | -       | 44    | 8     | 9     |
| 2024-2025             | Real Sociedad         | Liga                  | 27          | 3           | 2           | 5                     | 3                     | 0                     | C3                             | 12                             | 2                              | 3                              | -       | -       | -       | 44    | 8     | 5     |
| 2025-2026             | Real Sociedad         | Liga                  | 1           | 0           | 1           | -                     | -                     | -                     | -                              | -                              | -                              | -                              | -       | -       | -       | 1     | 0     | 1     |
| Sous-total            | Sous-total            | Sous-total            | 94          | 16          | 13          | 15                    | 4                     | 5                     | -                              | 27                             | 7                              | 5                              | -       | -       | -       | 136   | 27    | 23    |
| Total sur la carrière | Total sur la carrière | Total sur la carrière | 247         | 36          | 27          | 33                    | 7                     | 10                    | -                              | 27                             | 7                              | 5                              | 4       | 1       | 0       | 311   | 51    | 42    |